# Міхай Котаї
Міхай Котаї (угор. Mihály Kótai; 12 серпня 1976, Ньїредьгаза) — угорський професійний боксер, призер чемпіонату Європи серед аматорів, чемпіон світу за версією IBO (2005 — 2006) у першій середній вазі.

## Аматорська кар'єра
На чемпіонаті світу 1997 в категорії до 71 кг Міхай Котаї програв у другому бою Ерджументу Аслан (Туреччина).
На чемпіонаті світу 1999 в категорії до 67 кг програв у другому бою Лучіану Буте (Румунія).
На чемпіонаті Європи 2000 завоював бронзову медаль.
- В 1/8 фіналу переміг Олега Саїтова (Росія) — 4-1
- В 1/4 фіналу переміг Хусейна Байрам (Франція) — 8-7
- У півфіналі програв Валерію Бражнику (Україна) — 5-9

## Професіональна кар'єра
У жовтні 2000 року Міхай Котаї дебютував на професійному рингу. Впродовж 2000—2010 років в декількох країнах Європи провів 42 боя, в яких здобув 36 перемог.
21 червня 2003 року завоював вакантний титул чемпіона світу за версією WBF у першій середній вазі, який захистив шість разів.
4 червня 2005 року в бою проти Рауля Бахерано (Аргентина) Міхай Котаї завоював вакантний титул чемпіона світу за версією IBO у першій середній вазі. 2 грудня 2005 року в нетитульному бою Котаї вперше зазнав поразки від Стівена Конвея (Англія), а 3 березня 2006 року, програвши йому ж, втратив звання чемпіона.